# Nadleśnictwo Kluczbork
Nadleśnictwo Kluczbork – jednostka organizacyjna Lasów Państwowych, w obrębie Regionalnej Dyrekcji Lasów Państwowych w Katowicach. Ma ono powierzchnię 72 tys. ha.
Nadleśnictwo składa się z kilkunastu leśnictw: Nasale, Tęczynów, Zofiówka, Bąków, Leśnictwo Lasowice Małe, Jasienie, Bażany, Tuły, Żabieniec, Szum, Zameczek oraz Zawiść.
Większość spośród lasów stanowią bory Świeże, wilgotne, bagienne, mieszane. Pojawiają się tu także buczyny, olsy, łęgi.
Na obszarze nadleśnictwa zlokalizowano wiele obszarów chronionej przyrody: część Stobrawskiego Parku Krajobrazowego, Rezerwat przyrody Bażany, Obszar Chronionego Krajobrazu Lasy Stobrawsko-Turawskie, kilka użytków ekologicznych i kilkadziesiąt pomników przyrody. Pojawiają się tu liczne gatunki chronione. Spośród roślin spotkać można: wawrzynka wilczełyko, bagno zwyczajne, widłaka jałowcowatego, kruszczyka szerokolistnego, paprotkę zwyczajną, śnieżyczkę przebiśnieg. Jest to siedlisko wielu ptaków, np.: żurawi, sikory bogatki, sikory modrej, sikory czubatki, muchołówki szarej, myszołowa zwyczajnego, orła bielika, zięby, jastrzębia, dzięcioła czarnego, dzięcioła dużego, dzięcioła średniego, dzięcioła małego, bociana białego, cierniówki, czyżyka, drozda śpiewaka, mazurka i kukułki. Spośród płazów spotykamy kumaka nizinnego, ropuchy i kilka gatunków żab.